# 2. HOL za muškarce 2003./04.
Druga hrvatska odbojkaška liga je predstavljala drugi rang natjecanja hrvatskog odbojkaškog prvenstva u sezoni 2003./04.

## Ljestvice

### Kvalifikacije za 1. ligu
Turnir igran u Sisku 24. i 25. travnja 2004.
| mj. | klub                  | ut. | pob. | por. | set+ | set- | bod |
| --- | --------------------- | --- | ---- | ---- | ---- | ---- | --- |
| 1.  | Sisak (Sisak)         | 2   | 2    | 0    | 6    | 1    | 6   |
| 2.  | Mursa (Osijek)        | 2   | 1    | 1    | 4    | 3    | 3   |
| 3.  | Dubrovnik (Dubrovnik) | 2   | 0    | 2    | 0    | 6    | 0   |